# Vejle Amts Trafikselskab
Vejle Amts Trafikselskab(Forkortet "VAT"), var et af de daværende trafikselskaber i Danmark, der indtil 2007 og Strukturreformen, stod for den kollektive trafik i det daværende Vejle Amt. Trafikselskabet, ligesom amtet, endte med at blive splittet op, imellem Midttrafik/Region Midtjylland, i den nordlige del af amtet. og Sydtrafik/Region Syddanmark, i den sydlige del af Amtet.

## Historie
Vejle Amts Trafikselskab, blev grundlagt tilbage i 1978, eller 1979, som koordinator for den kollektive trafik i amtet, i forhold til alle de private vognmænd der hidtil havde stået for amtets busdrift. I 1994, begyndte trafikselskaber i Danmark, at sende kørslen i udbud, og i modsætning til mange af de andre trafikselskaber, rundt om i landet. Ja så havde VAT ingen krav til vognmændenes bemaling af deres busser . Derfor kunne man i VAT, opleve alt lige fra DSB's helt røde busser, og busser fra Bent Thykjær A/S, i deres egen vognmandsbemaling.

### Højere takster
I Starten af 0'erne, ville staten ikke gå ind og bevilge, den offentlige transport flere penge. Dette resulterede blandt andet i en takststigning, der også blev pålagt ved VAT.

#### Eksperimenterede med busruter
Efter kommune og Regionsammenlægningen, har ikke alt været en dans på røde roser. Efter Sydtrafik overtog ansvaret for den kollektive trafik, var regningen til vognmændene steget med 9,5%. og der var ligeledes kritik, over at Sydtrafik, var begyndt at skære på busruter, fremfor at eksperimentere med helt nye ruter.

#### Betjeningen rundt i amtet
VAT, skulle ligesom alle andre trafikselskaber, komme med en handleplan.
I disse handleplaner blev det blandt andet beskrevet, om hvordan VAT så transporten fordelt mellem byerne i Amtet. Blandt andet, havde VAT ingen intentioner om at lade busser kører igennem landsbyer, medmindre de alligevel lå på vejen på en primær rute, mellem de større byer. VAT havde derimod intentioner om at byer med et indbyggertal, på mellem 200-500 indbyggere skulle busbetjenes op til 10 gange på en hverdag.

## Produkter
Vejle Amts Trafikselskaber, havde følgende produkter inden nedlæggelsen, af trafikselskabet.
- Bybusser.
- Rutebiler.
- Xbusser.
- Natbusser

### Bybusser
Bybusserne, var busruter der kørte internt i de 4 største byer i Vejle Amt. Bybusserne kørte i Fredericia, Horsens, Kolding, og Vejle. Busserne kørte hovedsageligt hvert 30 minut, på hverdage, og timedrift om aftenen/Weekend. Visse ruter, havde udvidet driften således at der blev kørt ned til 20minutters drift, og sommetider hvert kvarter. Bybusserne havde 1 cifrede linjenumre.(Med undtagelser i de byer med mere end 9 ruter).

### Rutebiler
Rutebiler, var de busruter, der kørte uden for byerne, eller i mellem disse. Rutebilerne, havde primært en frekvens på timedrift, på hverdage og 2 timedrift i ydertimerne. De vigtigste linjer var nummeret med 2 cifrede linjenumre, hvorimod de mindre vigtige linjer havde 3 cifrede nummerering.

### Xbusser
Xbusserne, var hurtige ekspresbusser på tværs af amterne. De kørte ofte med, bedre komfort ombord, end man kendte fra den lokale transport i trafikselskaberne.

### Natbusser
Natbusserne var busser der kørte om natten i Vejle Amt. Busserne kørte nat efter fredag og lørdag. I December måned kørte natbusserne i et større interval og der var ligeledes et større ruteudbud. Bl.a var der afgang hver time mellem kl 24 og 04 i perioden omkring julen.

## Zonesystemet
Zonesystemet var sådan at zonerne var delt ud i ringzoner. Trafikselskabet havde, et zonesystem, at de 9 hovedbyer udgjorde hovedzonerne, som bestod af et "10" nummer. Således, var Horsens, Zone 10, Vejle zone 20, Fredericia zone 30. Og Kolding Zone 40. Derudover var Egtved zone 50, Give zone 60, Brædstrup Zone 80, og Juelsminde, zone 90. Zone 70, lå derved uden for en af de større byer, da denne figurede som en grænsezone til Ringkjøbing Amts Trafikselskab.

## Opdeling til Midttrafik og Sydtrafik
Ved Strukturreformen i 2007, blev Vejle amt nedlagt. Dette betød på samme tid at VAT også blev nedlagt. Amtet blev opsplittet Region Midtjylland, og Region Syddanmark i mellem. Regionsgrænsen blev placeret mellem Vejle og Hedensted, sådan at kommunerne i nord, kom under Region Midtjylland, og derved Midttrafik. Kommunerne i Syd, blev dermed en del af Region Syddanmark og derved en del af Sydtrafik.
Der gik ikke mange år fra nedlæggelsen af VAT, til man ikke længere kunne se eksempelvis grønne, hvide, og mælkegule busser i landskabet. De to nye trafikselskaber havde, i modsætning til VAT, et krav om at busserne skulle males i trafikselskabets farver. For Horsens vedkommende, sluttede den "Grønne fest" med Wulffbus/Arriva, i 2011, da Horsens skulle have nye busser efter Midttrafiks første udlicitering af bybusdriften i byen. I Vejle var det derimod slut med de grønne farver allerede i 2010, Sydtrafik, havde sendt kørslen i Vejle i udbud, og kørslen blev vundet af Bent Thykjær, der skulle køre med Sydtrafiks nye bemaling. I Kolding kørte bybusserne rundt i de daværende vognmandsfarver indtil 2011.

## Galleri
- Tidligere busser fra Bent Thykjær i Thykjærs egne farver
- Ældre bus fra Thykjær i vognmandens egen farve
- Det daværende stoppestedsdesign for VAT.